# Johannes Willebrands
Johannes Gerardus Maria Willebrands (Bovenkarspel, 4 september 1909 – Denekamp, 2 augustus 2006) was een Nederlands kardinaal, aartsbisschop van het aartsbisdom Utrecht en metropoliet van de Nederlandse kerkprovincie in de Rooms-Katholieke Kerk.

## Levensloop
Johannes Willebrands werd geboren als oudste in een familie van negen kinderen. Zijn vader, Herman Petrus Willebrands, was financieel directeur van 'Veilingvereniging De Tuinbouw'. Op twaalfjarige leeftijd ging hij naar het kleinseminarie bij de paters redemptoristen, en volgde er hun opleiding in Roermond en Vaals.

### Jeugd en opleiding
In zijn eerste noviciaatsjaar bij de Nederlandse Redemptoristen trad Willebrands echter uit, en trad achtereenvolgens binnen in het diocesaan kleinseminarie van het bisdom Haarlem te Hageveld, en daarna het grootseminarie te Warmond. Hij werd tot priester gewijd op 26 mei 1934. Daarna studeerde Willebrands filosofie aan het Angelicum, de universiteit van de dominicanen in Rome. Hij promoveerde drie jaar later, op het proefschrift De denkleer van kardinaal Newman en haar toepassing op de kennis van God door het geweten. Van 1937 tot 1940 was hij werkzaam in de zielzorg te Amsterdam. Van 1940 tot 1945 doceerde hij filosofie aan het grootseminarie van Warmond. Daarna was hij vijftien jaar lang directeur van het Philosophicum aldaar, terwijl hij er eveneens zijn leeropdracht in de geschiedenis van de filosofie aanhield.
Op 24 juni 1948 werd hij verkozen tot president van de Willibrordusvereniging, de Nederlandse katholieke vereniging ter bevordering van de oecumene die zich opstelde als meer dialogaal gerichte voortzetting van de vroegere Apologetische Vereniging Petrus Canisius. Op het gebied van de oecumene werd Willebrands ook internationaal steeds actiever; zo leidde hij vanaf 1951 de Katholieke Conferentie voor Oecumenische vragen, waarvan het directiecomité verschillende vooraanstaande katholieke oecumenici telde, zoals Charles Boyer en Christophe-Jean Dumont. Hij had ook een goed contact met Willem Visser 't Hooft, secretaris-generaal van de Wereldraad van Kerken. Overigens is het in 1959 met de heetgebakerde Visser 't Hooft en de diplomatieke Willebrands op het Griekse eiland Rhodos een keer tot een sterk conflict gekomen - het 'Rhodos-incident' -, ontstaan doordat de als "journalisten" aanwezige rooms-katholieken in de coulissen van een bijeenkomst van de Wereldraad overgingen tot een uitgebreid gesprek met orthodoxe aanwezigen. Precies dit incident legde pijnlijk bloot dat de Rooms-Katholieke Kerk geen officieel orgaan had waarmee zij kon intreden binnen de context van oecumenische en interconfessionele dialoog. Dit vormde de aanzet tot de oprichting van een Secretariaat ter Bevordering van de Christelijke Eenheid op 5 juni 1960, door paus Johannes XXIII.

## Romeinse Curie
Door Willebrands' ervaring in de oecumene werd hij op 28 juni 1960 – mede op vraag van kardinaal Augustin Bea, die er de president van werd – door Johannes XXIII benoemd tot secretaris van het toen net nieuw opgerichte Secretariaat ter Bevordering van de Christelijke Eenheid. Oorspronkelijk een conciliair organisme, werd dit Secretariaat na Vaticanum II aangehouden als vast onderdeel van de Romeinse Curie, en zou later worden omgevormd tot een Secretariaat voor de Eenheid onder de Christenen. Het Secretariaat voor de Eenheid werd een van de belangrijkste organen gedurende het Tweede Vaticaans Concilie, met name in zijn bijdrage tot het tot stand komen van documenten als Unitatis Redintegratio en Dignitatis humanae. Als secretaris ervan was Willebrands een hoofdrolspeler, die instond voor de contacten met andere denominaties en de uitnodiging van niet-katholieke observatoren op het Concilie.

### Bisschop
Op 4 juni 1964 werd hij titulair bisschop van Mauriana (een niet meer bestaand bisdom in Mauretania Caesariensis, het tegenwoordige noorden van Marokko en Algerije); als wapenspreuk koos hij Veritatem in caritate (waarheid in liefde). Op 28 juli van dat jaar werd hij door paus Paulus VI tot bisschop gewijd.

### Kardinaal
Deze benoemde hem na de dood van kardinaal Bea tot diens opvolger op 12 april 1969; in het geheim consistorium die maand werd Willebrands op 28 april door dezelfde paus tot kardinaal gecreëerd. Hij kreeg als titeldiaconie de basiliek van de HH Cosmas en Damianus, nabij het Forum Romanum, toegewezen. Later werd hij kardinaal-priester van de basiliek Sint-Sebastiaan buiten de Muren, ook wel San Sebastiano alle Catacombe geheten, aan de Via Appia. Bij het Secretariaat voor de Eenheid werd de Belgische Dominicaan Jean Jérôme Hamer als secretaris zijn rechterhand.

### Aartsbisschop van Utrecht

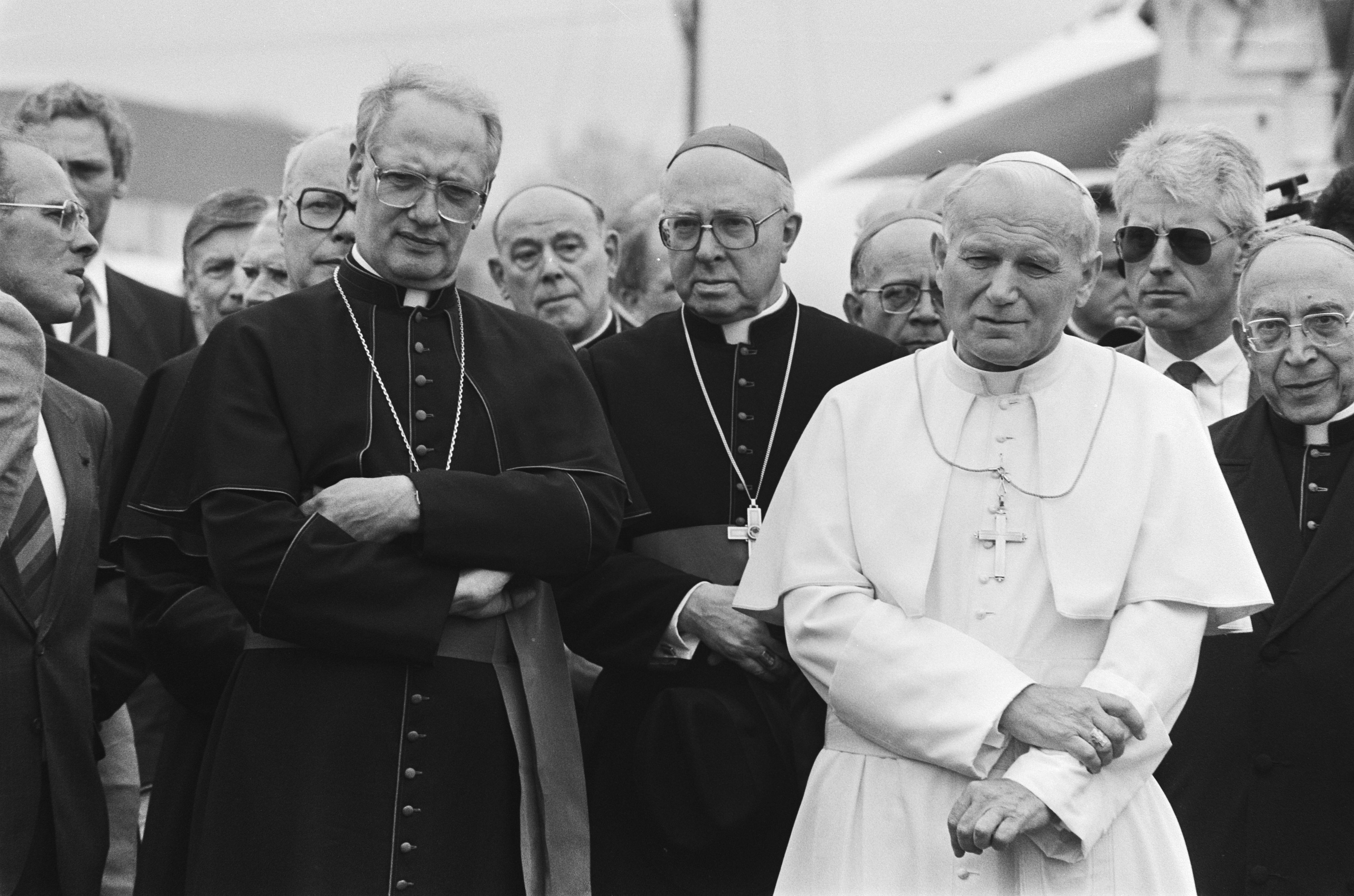
Paus Johannes Paulus II tijdens zijn bezoek aan Nederland in 1985 met de kardinalen Simonis (l) en Willebrands (m)

Op 6 december 1975 werd Willebrands benoemd tot aartsbisschop van het aartsbisdom Utrecht, als opvolger van kardinaal Alfrink, en tot legerbisschop; op 21 januari 1976 werd hij geïnstalleerd. Hierdoor werd hij tevens metropoliet van de Nederlandse kerkprovincie. Naar eigen zeggen had hij "de opdracht met grote huiver aanvaard". Tegen de gewoonte in behield hij zijn functie als president van het Secretariaat voor de Eenheid onder de Christenen. Zijn benoeming kwam in de woelige periode in de nasleep van het Landelijk Pastoraal Concilie te Noordwijkerhout in de jaren 1968 - 1969, dat gekenmerkt was door experimenten binnen de Nederlandse kerkprovincie waarmee het Vaticaan niet kon instemmen. De benoemingen van de bisschoppen Simonis (1970) en Gijsen (1972) worden door sommigen geïnterpreteerd als een antwoord van Rome op deze experimenten. De duidelijke stellingname van deze en andere bisschoppen heeft daarna geleid tot een situatie die men de polarisatie binnen de Nederlandse Kerk is gaan noemen en die een hoogtepunt bereikt heeft bij het bezoek van paus Johannes Paulus II aan Nederland in 1985. Deze polarisatie had echter al vóór de benoeming van Willebrands een aanvang genomen.
De Bijzondere Synode van de Nederlandse bisschoppen die plaatsvond in Rome van 14 tot 31 januari 1980, is een van de belangrijke momenten uit zijn ambtsperiode geweest. Al een half jaar na zijn ambtsaanvaarding in oktober 1978 had paus Johannes Paulus II, op instigatie van Willebrands, aangekondigd een 'bijzondere synode' te willen houden met de Nederlandse bisschoppen om "samen met de bisschoppen de voornaamste theologische en pastorale vraagstukken van de Nederlandse kerkprovincie te behandelen". Kardinaal Willebrands gaf de kernvraag van deze synode aldus weer: in Nederland zijn veel vernieuwingen doorgevoerd, "en nu vragen wij ons af wat er is gelukt en wat niet". Na de synode gaf hij in een interview aan dat de polarisatie in de Nederlandse Kerk nog groter geworden was.
De curiekardinaal Willebrands werd geacht een eind te maken aan het eigen "Nederlandse geluid" van sommige gelovigen. Hij trad hierbij op met tact, geduld en begrip voor de diversiteit van standpunten. De gelijkschakeling van Nederland met de Wereldkerk verliep daardoor voor Rome te traag, en Willebrands' positie werd onhoudbaar.
In zijn functie als president van het Secretariaat voor de Eenheid onder de Christenen voerde hij in maart 1979 in de Sovjet-Unie gesprekken met vertegenwoordigers van de Georgische en de Russisch-Orthodoxe Kerk.
In 1983 vroeg hij de paus uit de functie van aartsbisschop van Utrecht ontheven te worden. Op 27 juni 1983 werd Adrianus Simonis tot aartsbisschop-coadjutor van Utrecht benoemd, met recht van opvolging en op 3 december 1983 werd Willebrands opgevolgd.
Willebrands concentreerde zich weer op de oecumene, totdat kardinaal Cassidy hem op 12 december 1989 opvolgde in zijn functie van president van het Secretariaat voor de Eenheid.

### Emeritaat en overlijden

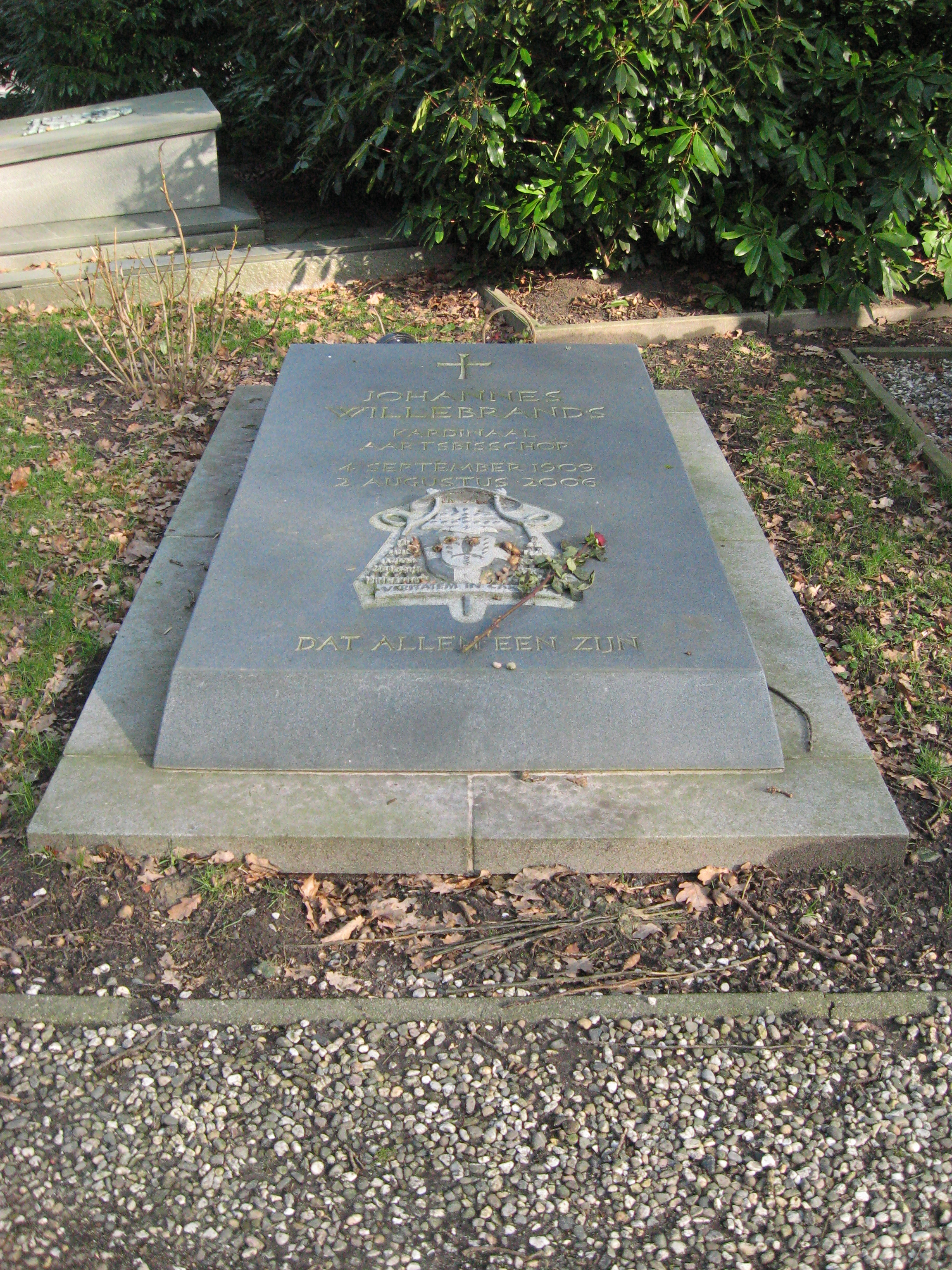
Graf van kardinaal Willebrands

In 1997 kwam Willebrands terug naar Nederland en ging wonen in het klooster van de Zusters Franciscanessen te Denekamp. Hij overleed daar op 2 augustus 2006, bijna 97 jaar oud.
Hij werd op 8 augustus 2006 begraven op de begraafplaats Sint Barbara in Utrecht na een requiemmis in de Sint-Catharinakathedraal in diezelfde plaats. De requiemmis werd bijgewoond door onder anderen minister-president Jan Peter Balkenende, minister van Justitie Piet Hein Donner en Willebrands' opvolger, kardinaal Simonis. Namens de koningin woonde haar kamerheer in buitengewone dienst Frank Houben de uitvaart bij. In de Eucharistieviering van de uitvaart ging Walter Kasper, president van het Secretariaat van de Eenheid in Rome, voor. Tevens was aanwezig de emeritus-aartsbisschop van Utrecht van de Oud-Katholieke Kerk van Nederland, Antonius Jan Glazemaker. Met hem én met de Oud-Katholieke Kerk had kardinaal Willebrands steeds goede contacten onderhouden. Deze werden onder meer bemoeilijkt door het feit dat de Oud-Katholieken overgingen tot de priesterwijding van vrouwen, terwijl vrijwel tegelijk paus Johannes Paulus II dergelijke wijdingen definitief uitsloot.
Evenals de paus hechtte kardinaal Willebrands veel meer aan goede banden met de Oosters-Orthodoxe Kerk.

## Onderscheiding
Johannes Willebrands was ridder-grootkruis in de Orde van Oranje-Nassau.

## Werken
- La liberté réligieuse et l'oecuménisme; Oecuménisme et problèmes actuels (1969)
- Christus, Zeichen und Ursprung der Einheit in einer geteilten Welt (1970)
- Mandatum unitatis: Beiträge zur Ökumene (1989)
- Church and Jewish People (1992)
- Una sfida ecumenica (1995)